# Castello di Fénis
Das Castello di Fénis ist eine Burg im Dorf Fénis im Aostatal. Die Burg, eine der besterhaltenen aus dem italienischen Mittelalter, gehört zu den bekanntesten im ganzen Tal. Sie ist wegen ihrer eindrucksvollen Architektur mit doppeltem Mauerring, der neben dem Hauptgebäude viele Türme einschließt, eine der touristischen Hauptattraktionen des Tals.
Anders als andere Burgen der Region, wie das Schloss Verrès oder die Burg Ussel, die auf den Gipfeln von Felsvorsprüngen errichtet wurden, damit sie besser verteidigt werden konnten, findet sich das Schloss Fénis an einer Stelle, die keinerlei natürliche Verteidigungsmerkmale aufweist. Dies lässt vermuten, dass sie vorwiegend der prestigeträchtige Verwaltungssitz der Familie Challant-Fénis war und auch der doppelte Mauerring hauptsächlich prahlerischen Zwecken diente, um die Bevölkerung zu verängstigen und zu verwundern.

## Geschichte

### Ursprünge
Die Lage der Burg auf dem Gipfel eines von Wiesen umgebenen Hügels lässt denken, dass dies einmal der Standort einer römischen Villa gewesen sein könnte, aber, anders als das Schloss Issogne, wo diese Hypothese von Mauerresten aus römischer Zeit, die im Keller der Burg gefunden wurden, bestätigt wurde, konnte in Fénis diese Theorie noch nicht bestätigt werden.

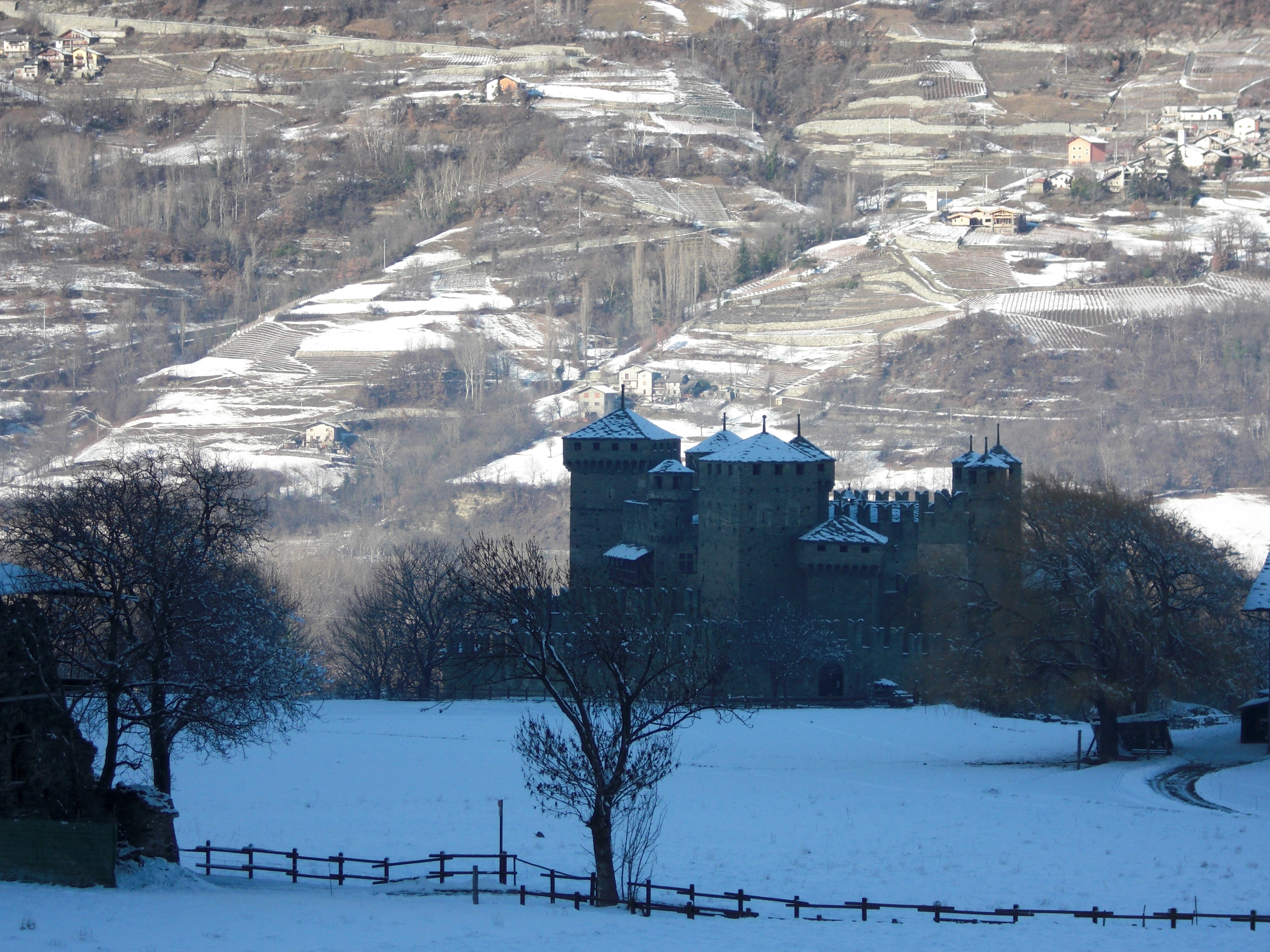
Schloss Fénis im Winter

Die Burg wurde erstmals in einem Dokument 1242 eigens erwähnt, in dem ein „Castrum Fenitii“ als Eigentum des Vizegrafen von Aosta, Godefroy de Challant, und seiner beiden Brüder ausgewiesen wurde. Zu dieser Zeit bestand das Herrenhaus vermutlich nur aus dem Taubenhaus auf der Südseite und dem Turm mit quadratischem Grundriss, einem Wohnturm in der Mitte und einem einzelnen Mauerring.

### Aimone und Bonifacio

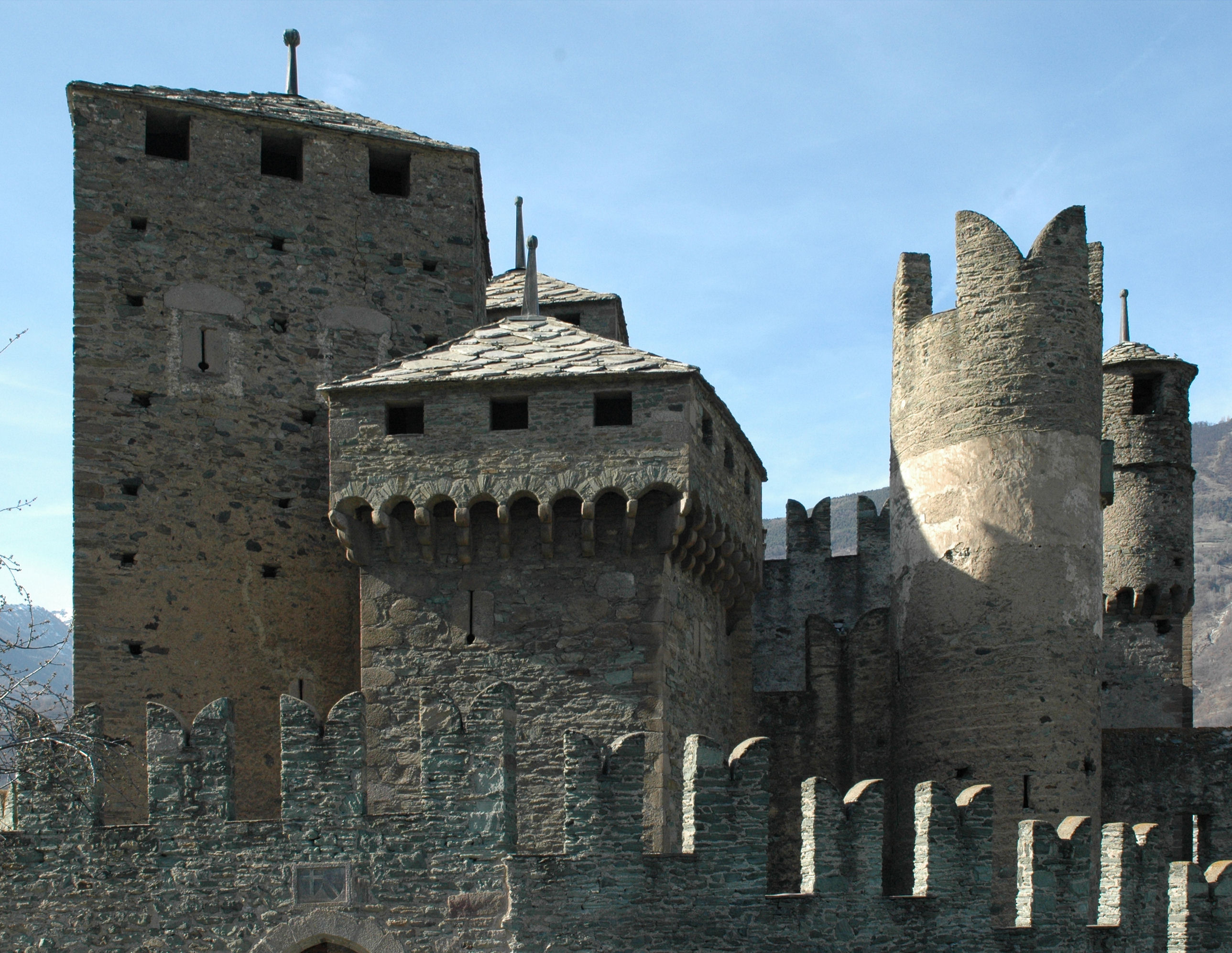
Eingang zur Burg. Links der älteste Turm und rechts der runde Taubenturm

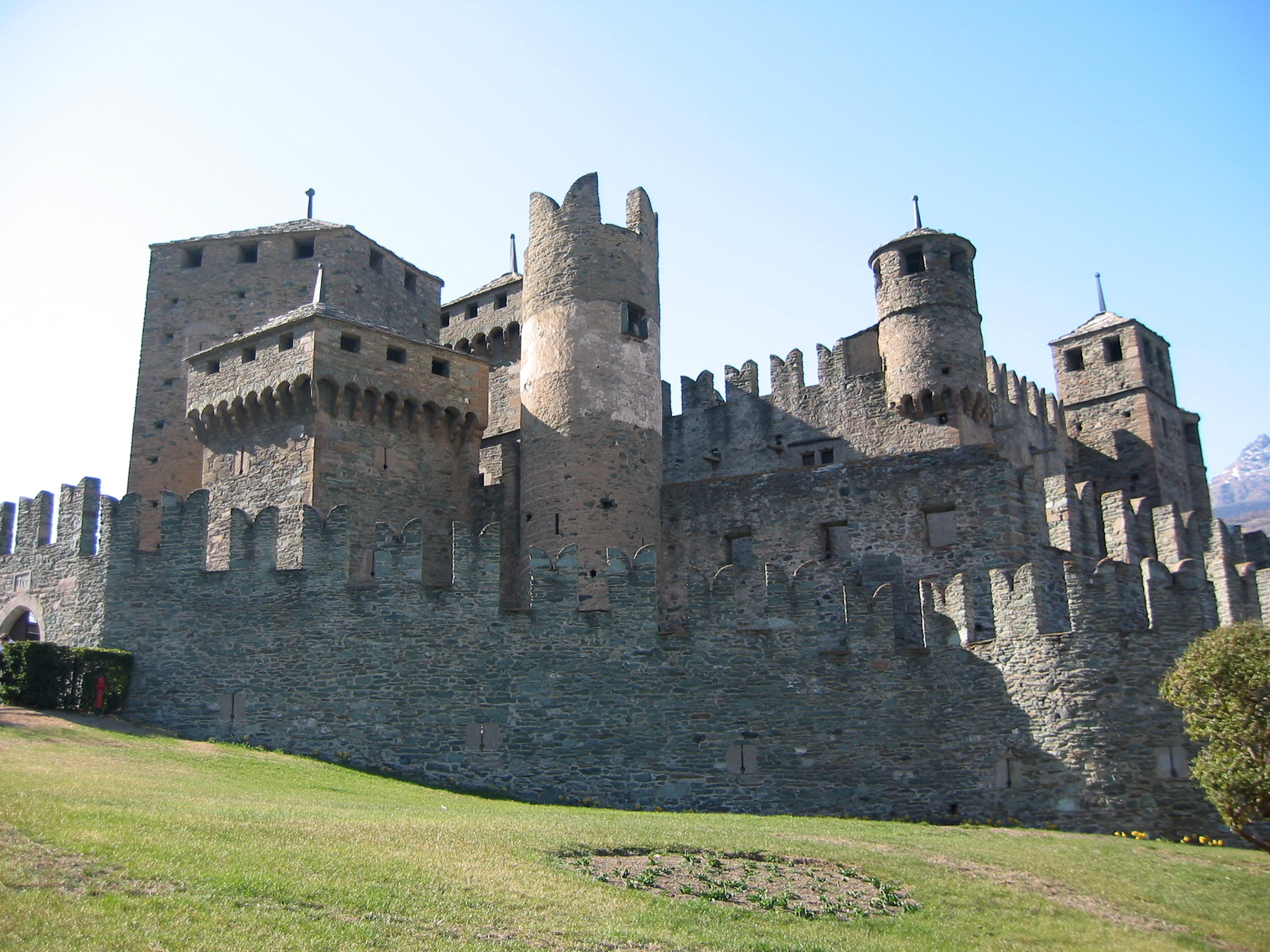
Das Schloss Fénis, die bekannteste Burg im Aostatal

Der Großteil der Bauarbeiten, die zum heutigen Aussehen der Burg geführt haben, fanden ungefähr zwischen 1320 und 1420 statt. Aymon de Challant erbte das Lehen und die Burg 1337 von seinem Großvater Ébal Ier Challant und 1340 ließ er mit ersten Arbeiten beginnen, bei denen ein fünfeckiges Wohngebäude in der Mitte erstellt wurde, wobei vermutlich vorher dort existierende Gebäude integriert wurden. Ebenso ließ er den äußeren Mauerring bauen.
Im Vergleich mit dem heutigen Aussehen der Burg fehlte zu Zeiten von Aymon noch der mittelalterliche Turm und das Innere der Burg war ganz anders gestaltet. Der Innenhof in der Mitte war sehr viel größer und die steinerne Treppe, im Norden und im Süden flankiert von zwei langen Gebäuden, die an der Westmauer enden, war noch nicht vorhanden. Darüber hinaus muss noch das komplette Obergeschoss des Gebäudes gefehlt haben.
Weitere Bauarbeiten wurden von Boniface Ier de Challant, Sohn von Aymon, der die Burg 1387 von seinem Vater erbte, in Auftrag gegeben. Nachdem er zwei Jahre lang die Position eines Festungsinspektors am savoyischen Hofe innegehabt hatte, gab er weitere, umfangreiche Bauarbeiten an der Burg in Auftrag, um diese dem neuen Standard des Hoflebens anzupassen. Im Laufe dieser Baukampagne wurden die Stockwerksebenen des mittleren Gebäudes neu ausgerichtet und ein neues Geschoss hinzugefügt, das aus dem alten Dachgeschoss entstand. Außerdem wurden ein neues Gebäude mit Holzbalkonen in zwei Ebenen westlich des Zentralgebäudes und die große, halbrunde Treppe aus Stein errichtet, sodass der Innenhof seine heutige Form annahm.

### Jahre des Verfalls

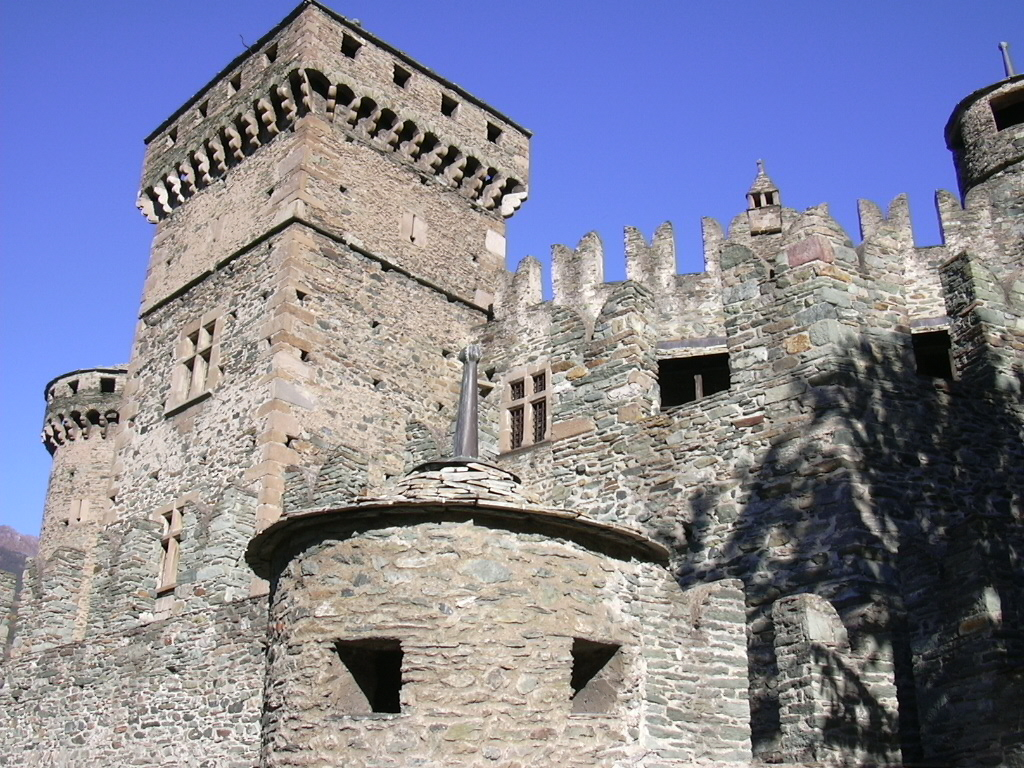
Westseite der Burg

Mit dem Tod von Boniface I. 1426 begann eine Zeit des wirtschaftlichen Niedergangs für die Familie Challant-Fénis, die mit einer Einstellung der Bauarbeiten an der Burg einherging. Der Nachfolger, Boniface II., beschränkte sich auf den Auftrag für die Fresken an der Westseite des Innenhofes an den Maler Giacomo Jaquerio, ließ aber keinerlei wesentliche Veränderungen an der Struktur der Burg vornehmen. Nach ihm wurden etwa 250 Jahre lang praktisch keine Bauprojekte mehr durchgeführt; die einzigen Veränderungen betrafen einige Fresken im Innenhof und in einem der südlichen Räume, die im 17. Jahrhundert ausgeführt wurden.
1705 fiel die Burg mit dem Tod von Antoine-Gaspard-Félix de Challant-Fénis an dessen Vetter Georges-François de Challant-Châtillon, der sie 1716 für 90.000 Lire dem Grafen Baldassare Saluzzo di Paesana verkaufen musste, um seine enormen Schulden zu begleichen.
Danach begann für die Burg wirklich eine Periode des Niedergangs und der Eigentümerwechsel. Sie verblieb bis 1798 in Besitz der Saluzzos di Paesana und wurde dann an Pierre-Gaspard Ansermin verkauft, dessen Familie sie bis 1863 behielt und sie anschließend an Michel-Balthazard Rosset aus Quart veräußerte. In der Zwischenzeit wurde das Gebäude aufgegeben und seine Möbel entfernt; es wurde verpachtet und diente als Scheune und Viehstall.

### Renovierung im 19. Jahrhundert und Gegenwart

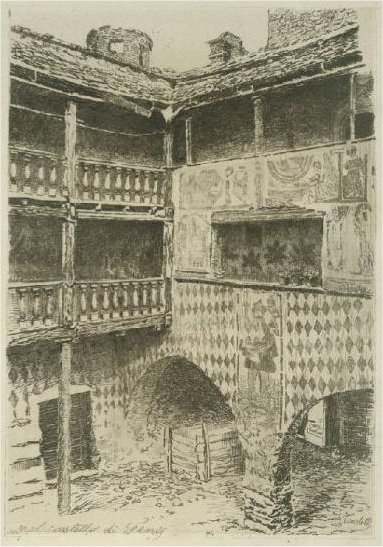
Der Innenhof der Burg auf einer Gravierung aus dem 19. Jahrhundert von Celestino Turletti

Am 3. September 1895 gab Joseph Rosset, italienischer Konsularangestellte in Odessa und Sohn von Michel-Balthazard, die Burg für 15.000 Lire an das Königreich Italien, vertreten durch Alfredo d'Andrade, der seit Jahren über ihren Kauf verhandelt hatte. Das Schloss Fénis gebrauchte D'Andrade schon einige Jahre zuvor als Modell für den Innenhof des Borgo Medievale di Torino.
Schon 1898 ließ D'Andrade, ein Anhänger der Prinzipien von Eugène Viollet-le-Duc, eine erste Arbeitskampagne an der Burg beginnen, die unter der Leitung zunächst von D'Andrade und von Cesare Bertea und Di Segle bis 1920 fortgesetzt wurde. Das Ziel dieser Kampagne war auch wegen der wenigen verfügbaren Geldmittel vor allen Dingen, den Verfall der Burg einzudämmen, indem man die gefährdeten Mauern sicherte, einige Dächer neu deckte, die Böden und Fenster restaurierte und auf der Ostseite eine neue Zufahrtsstraße baute.
Eine zweite Restaurierungskampagne fand ab 1935 unter der Leitung des damaligen nationalen Erziehungsministers Cesare Maria de Vecchi und des Architekten Vittorio Mesturino statt. Letzterer wollte die mittelalterliche Ansicht der Burg herausstellen und zerstörte damit zum Teil die Leichtigkeit der ursprünglichen Struktur. Während dieser Arbeitskampagne wurde ebenfalls entschieden, in der Burg ein Museo dell'Ammobiliamento Valdostano (dt.: Museum der Möbel des Aostatales) einzurichten, wobei die Räume, die damals ohne Originalmöbel waren, mit einer Reihe von Möbeln auszustatten, die auf dem Antiquitätenmarkt erstanden wurden, obwohl nicht alle wirklich aus dem Aostatal stammten.
Die Burg, die 1896 zum Nationaldenkmal erklärt wurde, gehört heute der Regionalverwaltung des Aostatals und ist in geführten Touren zu besichtigen.

## Beschreibung

Grundriss des Schlosses Fénis. Man kann den doppelten Mauerring mit dem Eingang von Süden sehen, den Innenhof (1), die Waffenkammer (2) und den Speisesaal (3)

Giuseppe Giacosa beschreibt das Schloss Fénis in seinem Buch I Castelli Valdostani, wie folgt:

„Von außen zeigt sie eine Fassade von Türmen, die sich überlappen, die einen quadratisch und gedrungen, die anderen rund, fein gestaltet, ganz mit Zinnen versehen, wehrhaft, voller Überhänge in jeder Hinsicht, die sich Unterdrückung und Gewalt entgegenzustellen scheinen, die den Wanderer herausfordern und ihn anschreien: Hinaus, wer den Himmel mit bizarren Profilen zackte! Im Inneren ist ein Kreuzgang zur Sammlung, ruhig, ganz schattig, nüchtern und korrekt in ungewöhnlichen Formen und satten Farben. Wenn man sie von Weitem sieht, zeigt sie gereizte Prahlerei; für diejenigen, die sie betreten, atme sie die Ruhe der Starken.“

Die Burg besteht aus einem zentralen, fünfeckigen Baukörper, vermutlich der Notwendigkeit geschuldet, frühere Gebäude zu integrieren und der unregelmäßigen Geländestruktur zu folgen, umgeben von einem doppelten zinnenbewehrten Mauerring, entlang dem verschiedenen Türme sitzen, die miteinander durch einen Wehrgang verbunden sind. Die größten Türme im Süden und Westen sind mit Schießscharten für Pfeile versehen und oben auch mit unterstützenden Konsolen. Die Mauer wendet sich nach Norden zur Hauptstraße hin, die das Tal überquerte und daher am stärksten möglichen Angriffen ausgesetzt war; sie ist mit vier Rundtürmen besetzt, aus denen in Folge der Restaurierungen in den 1930er-Jahren fünf wurden. Durch ein Tor auf der Südseite tritt man, vorbei an einem der ältesten Türme der Burg, in das Innere des Bauwerks ein. Dieser Eingang wurde während der Restaurierungsarbeiten in den 1930er-Jahren geschaffen, wogegen sich der ursprüngliche Eingang vermutlich in der Nähe des quadratischen Turmes auf der Westseite befand.
Sobald man den Mauerring passiert hat, findet man sich in einem geschlossenen Hof, der die Bauwerke in der Mitte umgibt. Auf der Nordostseite dieses Hofes liegt ein rechteckiges Gebäude, das einst als Stall genutzt wurde, wogegen sich der Eingang zum zentralen Wohngebäude gegenüber dem Türmchen in der Mitte der Ostseite befindet. Der Baukörper in der Mitte umgibt einen rechteckigen Innenhof und hat drei Stockwerke sowie ein Tiefparterre, in dem die Küchen und die Gefängnisse liegen. Das Erdgeschoss diente der Garnison der Burg und dem Dienstpersonal: Dort fanden sich insbesondere die Wachabteilung, die Küche und ein Speiseraum. Das erste Obergeschoss war für die Herren der Burg reserviert und beherbergte eine Küche, die Schlafgemächer der Herren, das Tribunal und die Kapelle. Das zweite Obergeschoss schließlich war der Dienerschaft und den Gästen der Burg vorbehalten. Die Burg konnte insgesamt etwa 60 Personen aufnehmen, darunter die Familie des Burgherrn, mögliche Gäste, die Garnison und das Dienstpersonal.
Bei einem Spaziergang durch den Raum innerhalb des ersten Mauerrings bemerkt man oben auf den Mauern aus Stein gehauen einige Masken mit apotropaischer Funktion.

### Der Innenhof

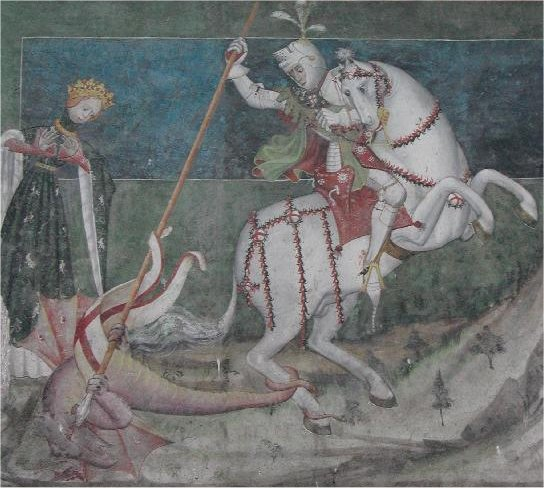
Fresko des Heiligen Georg, Drachentöter, im Innenhof

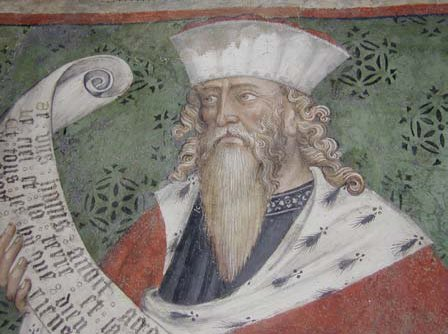
Detail eine der Schriftrollen mit moralischen Maximen an den Wänden des Balkons

Mittelpunkt des zentralen Wohngebäudes ist der kleine, rechteckige Innenhof, den Boniface I. zwischen dem Ende des 14. Jahrhunderts und dem Beginn des 15. Jahrhunderts schaffen ließ. In der Mitte dieses Innenhofes findet sich eine charakteristische Steintreppe in Halbkreisform, unter deren oberem Ende sich ein Fresko den Heiligen Georg befindet, wie er gerade den Drachen tötet. Es wurde etwa 1415 geschaffen und wird der Werkstatt von Giacomo Jaquerio zugeschrieben. Das Thema des Heiligen Georg mit dem Drachen war damals im Aostatal weit verbreitet, da dieser als Idealbild des Ritters angesehen wurde. Auf dem Fresko ist auch das Monogramm „BMS“ bemerkenswert, das als Initialen des Auftraggebers, „Bonifacio Marexallus Sabaudiae“ interpretiert wird.
Der Innenhof, dessen Wände vollständig mit dekorativen Fresken im spätgotischen Stil bedeckt sind, ist auf drei Seiten mit einem doppelten Holzbalkon auf der Höhe der beiden oberen Geschosse umgeben. Entlang der Wände dieses Balkons windet sich die Darstellung einer Reihe von voneinander unterschiedlichen Weisen, die Schriftrollen halten, auf denen Sprichwörter und moralische Maximen in Altfranzösisch geschrieben stehen. Früher war jeder der Weisen mit dem Namen der abgebildeten Person versehen, aber der Großteil dieser Namen ist heute unleserlich. Unter diesen Weisen ist auch einer in arabischer Kleidung abgebildet, was vermutlich auf die Beteiligung der Challants bei einem Kreuzzug hinweist.
Einige der Sprichwörter und moralischen Maximen sind:

„Il n'est pas sire de son pais / qui de ses homes est hais / bon doit estre sire sclamés / qui de ses freres est amés.“ (dt.: Es ist nicht der Herr seines Landes / der von seinen Untertanen gehasst wird / sondern derjenige muss Herr genannt werden / der von seinen eigenen Brüdern geliebt wird.)

„Se uns homs avoit a goeverner / le ciel la terre et la mer / et tous hommes que Dieu a fais / ni aroit riens cil navait paix.“ (dt.: Wenn ein Mann unter sich hätte / den Himmel, die Erde und das Meer / und alle Männer, die Gott geschaffen hat / hätte er nichts, wenn sie nicht den Frieden hätte.)

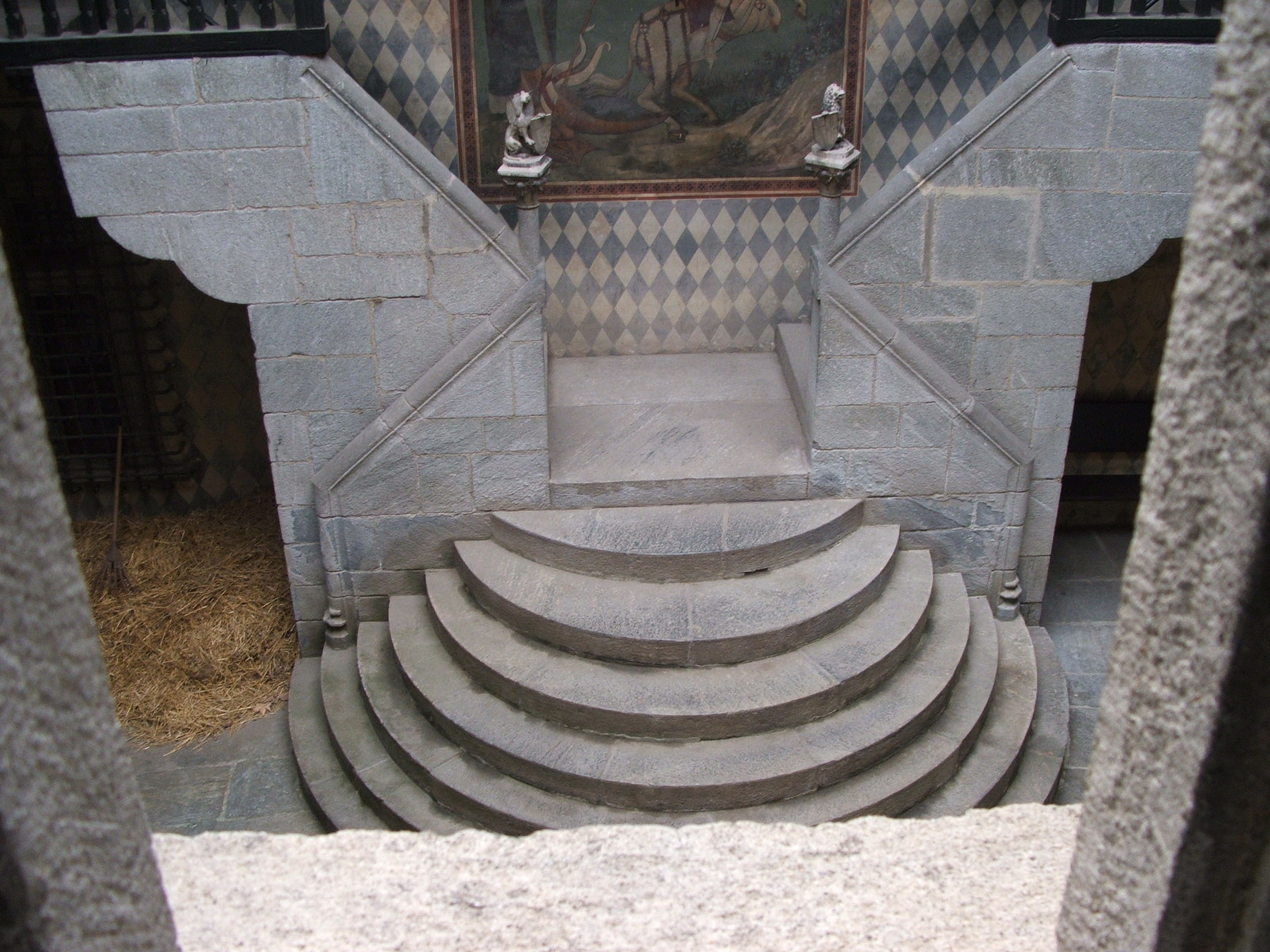
Der Innenhof der Burg des Borgio Medievale di Torino, einer Kopie des Innenhofes des Schlosses Fénis

In einer Ecke des Hofes findet sich auch eine Art Prophezeiung:

„Maneat domus donec formica aequot bibat et lenta testudo totum perambulet orbem.“ (dt.: Dieses Haus wird bestehen bleiben, bis die Ameise das Meer ausgetrunken hat und die langsame Schildkröte die Erde umrundet hat.)

Auf einer der Mauern der Burg fand man auch ein Gedicht in Altfranzösisch, das Boniface I. zugeschrieben wird und anlässlich der Heirat seiner Tochter Bonne mit dem Herrn von Uriage, Jean Allamant, und ihrer anschließenden Abreise geschrieben wurde. Es gilt als eines der ältesten Beispiele für ein Schriftstück in dem Französisch, das in dieser Gegend im Mittelalter gesprochen wurde:

„Pauvre oyseillon qui de chez moi / t'envoles si loin de la Doyre / en ton cuer conserve memoyre / de qui prie et pleure pour toi. / B.C. xx nov. MCCCCII.“ (dt.: Armer Spatz, der aus meinem Haus / so weit von der Dora wegfliegt / behalte die Erinnerung in deinem Herzen / an die, die für dich beten und weinen. / B.C. 20. November 1402.)

Die Schmalseiten des Innenhofes, vor dem Fresko des Heiligen Georg, wurden in der zweiten Hälfte des 15. Jahrhunderts vom Maler Giacomo Jaquerio im Auftrag von Boniface II., dem Sohn von Boniface I., verziert und stellen die Heiligen Hubertus, Bernhard, einen heiligen Bischof (vielleicht Theodor von Sitten), Apollonia und Ambrosius, eine Verkündigung des Herrn und botanische Motive dar. Unterhalb davon findet sich ein monumentaler Christophorus, dessen Zuschreibung wegen der umfangreichen Restaurierungsarbeiten schwierig ist. Nachdem Christophorus der Schutzpatron der Reisenden ist, soll seine Anwesenheit in der Nähe des Ausgangs aus der Burg vielleicht ein gutes Omen für die Reise derjenigen sein, die die Burg verlassen.
Der Innenhof des Schlosses Fénis diente Alfredo d'Andrade als Modell für die Burg des Borgo Medievale di Torino, die zur Esposizione Generale Italiana Artistica e Industriale (dt.: Allgemeine italienische Kunst- und Industrieausstellung) 1884 aufgebaut wurde. Der Innenhof der mittelalterlichen Burg zeigt genaue Kopien der halbrunden Treppe, der Holzbalkone und der Fresken des heiligen Drachentöters Georg und der anderen Heiligen.

### Erdgeschoss
Aus dem Innenhof tritt man in einen großen, rechteckigen Raum ein, der einen großen Teil der Nordseite des Erdgeschosses bildet. Dieser Raum, in einer Inventarliste von 1551 „Grande salle basse“ (frz.) genannt, heißt heute Waffenkammer, weil es dort eine Raufe für Spieße gibt. In dem Raum war auch eine Falle für zum Tode Verurteilte untergebracht, die aus einem Brunnen bestand, dessen Wände mit geschärften Klingen im Rundtürmchen in der Nordwestecke bedeckt waren. Heute sind in dem Raum ein Modell der Burg und großer Steinkamin an der Rückwand untergebracht. Die Holzdecken dieses wie der meisten anderen Räume wurden im Zuge der Restaurierungsarbeiten im 20. Jahrhundert wiederhergestellt, während die Steinkamine zur Originalausstattung der Burg gehörten.
Von der Waffenkammer gelangt man in den Speisesaal, so genannt in Folge der Vorbereitung als Museum 1936, wogegen die Inventarliste von 1551 in „Chambre basse“ nennt. In diesem Raum gibt es einige Tische und Stühle aus dem 16.–17. Jahrhundert.
Anschließend an den Speisesaal findet sich ein Raum, der die Hauptküche der Burg gewesen sein muss, was man an dem monumentalen Kamin sieht, an dem nicht nur Speisen gekocht wurden, sondern der auch zur Beheizung der Zimmer in den oberen Stockwerken diente. Der ist mit verschiedenen Arten von Holzanrichten ausgestattet.
Auf der Südseite des Erdgeschosses sind der Brunnen der Zisterne für das Regenwasser, der Holzschuppen und andere Diensträume untergebracht. Zurzeit finden sich dort ein Bauernwagen und eine Reihe von Truhen und Kisten.

### 1. Obergeschoss

Grundriss des 1. Obergeschosses der Burg. Man beachte das „Chambre des tolles“ (5) und seinen Schrank (4), den Gerichtsraum (6), die obere Küche (7), das „Chambre blanche“ (8) und die Kapelle (9).

Das erste Obergeschoss, das elegantesten und am wenigsten kalte Stockwerk der Burg, war für die Burgherren reserviert. Dort finden sich deren Privaträume, die Paradezimmer und die Kapelle. Auf der Nordseite, über der Küche im Erdgeschoss, befindet sich ein Raum, in dem ein großer Kamin und ein Spülbecken an eine zweite Küche denken lässt; er ist zurzeit mit einer Reihe von Stühlen, Sesseln und ein paar Bohlen aus dem 19. Jahrhundert im spätgotischen Stil eingerichtet.
Neben der Küche liegt ein Raum, der als Schlafkammer des Burgherrn gilt und in der Inventarliste von 1551 „Chambre blanche“ genannt wird. An der Mauer, die ihn von der Küche trennt, ist ein großer Steinkamin mit einer Abbildung des Wappens der Challants eingebaut. In dem Zimmer befinden sich eine Reihe von Behältern und Truhen mit Intarsien und ein Bett mit Baldachin und gedrehten Säulen, eine Reproduktion eines toskanischen Modells vom Ende des 16. Jahrhunderts.
In der Mitte der Südseite liegt ein Raum, der in der Inventarliste von 1551 als „Chambre des tolles“ bezeichnet ist. Er ist mit doppelseitigen Kästen, die eine dekorative Fassade an der Vorderseite haben, eingerichtet. Das anschließende „Cabinet de la chambre des tolles“ beherbergt ein Bett und einen großen Kasten aus dem 16. Jahrhundert sowie eine Truhe aus dem 19. Jahrhundert, die aus der Sammlung des Industriellen Ricardo Gualino stammt. Justin Boson nennt diese beiden Zimmer „Salle à manger“ (dt.: Speisezimmer), bzw. „Chambre des dames“ (dt.: Damenschlafkammer). Eine klare Identifikation der früheren Nutzung dieser Räume ist schwierig, weil fast das gesamte originale Mobiliar über die Zeit verlorengegangen ist und etliche Zimmer über die Jahrhunderte ihre Funktionen gewechselt haben.
In der Südwestecke des ersten Obergeschosses befindet sich ein Raum, der „Poelle“, also „beheizter Raum“ genannt wurde und heute „Tribunal“ heißt. Der heutige Name geht auf ein Fresko über dem Kamin zurück, das die vier Kardinaltugenden darstellt, also die Tapferkeit, die Klugheit, die Mäßigung und schließlich die Gerechtigkeit, die über den anderen steht. Ebenso ist das Wappen von Emanuel Philibert I. oder von Karl Emanuel I., Herzöge von Savoyen von 1559 bis 1630 dort abgebildet. Zurzeit finden sich in dem Raum einige Kästen, die in den 1930er-Jahren in Saluzzo gekauft wurden.

#### Die Kapelle

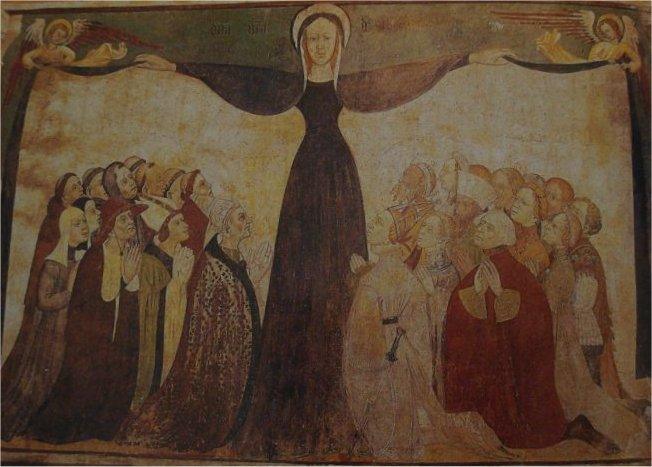
Fresko der barmherzigen Mutter Gottes in der Kapelle

Die gesamte Nordseite des ersten Obergeschosses nimmt ein langer, rechteckiger Saal ein, der als Kapelle identifiziert wurde, einer der eindrucksvollsten Räume der Burg. In der Vergangenheit war dieser Saal vermutlich durch ein hölzernes Gitter, ähnlich dem im Schloss Issogne, in zwei Teile geteilt. Dort teilt das Gitter die eigentliche Kapelle von einem Repräsentationsraum ab, der „Salle de la chapelle“ genannt wird. Auf der Westseite ist ein großer Steinkamin untergebracht und die Wände an den Längsseiten und auf der Westseite sind mit geometrischen Motiven verziert. Sie entstanden bei der Restauration im 20. Jahrhundert auf Basis eines Fragmentes aus dem 16. Jahrhundert von Alfredo d'Andrade in der Nähe des Kamins. Der Raum ist mit einer Reihe von Möbeln im spätgotischen Stil eingerichtet.
Die Ostseite des großen Saales beherbergte vermutlich die Privatkapelle der Burgherren. Der Beginn dieses Raumes ist durch einen Balken gekennzeichnet, der den rechteckigen Saal quer überspannt. Gegenüber befindet sich ein wertvolles, hölzernes Kruzifix, das bei der kürzlichen Restaurierung der Werkstatt des Meisters der Madonna von Oropa zugeschrieben wurde, von dem Ende des 13. Jahrhunderts und in den ersten Jahren des 14. Jahrhunderts etliche Sakralskulpturen für Kirchen im Aostatal geschaffen wurden.
Anders als mit den geometrischen Dekorationen im übrigen Raum sind die Seitenwände der Kapelle vollständig mit Fresken von Heiligen und Aposteln, angeordnet in zwei Reihen übereinander, bemalt. Die hintere Wand ist durch ein großes Fenster in zwei Teile geteilt, auf dessen Seiten sich rechts eine Kreuzigungsszene und links eine Darstellung der barmherzigen Mutter Gottes befinden.
Zu Füßen der Madonna, geschützt durch ihren Mantel, sind zwei Gruppen von Gläubigen angeordnet, geteilt in Laien (auf der Rechten) und Geistliche (auf der Linken). Darunter kann man etliche zeitgenössische Personen erkennen, wie z. B. den Papst und den Kaiser, die als Führer der Geistlichen und der Laien unmittelbar zu beiden Seiten der Jungfrau stehen, und etliche Mitglieder der Familie Challant, wie z. B. den Auftraggeber der Kunstwerke, Bonifacio I. (in der Gruppe der Laien in roter Kleidung), dessen Bruder, Amédée de Challant-Aymavilles, und seine junge Gemahlin Louise de Miolans.
Die Fresken der Kapelle wurden, wie die meisten im Innenhof, in den ersten Jahrzehnten des 15. Jahrhunderts in spätgotischen Stil geschaffen und werden der Schule des piemontesischen Meisters Giacomo Jaquerio zugeschrieben. Man weiß nicht, ob Giacomo Jaquerio selbst an diesen Werken gearbeitet hat, aber es scheint sicher, dass seine Modelle dafür genutzt wurden.
Die kürzlich an den Fresken der Kapelle durchgeführten Restaurierungsarbeiten haben einige Details zutage gefördert, die auf eine gewisse Eile bei der Fertigstellung der Werke hindeuten, wie die Spuren einer knienden Figur in Rüstung, die nie fertiggestellt wurde, im Fresko der Kreuzigungsszene.

### 2. Obergeschoss und Dach
Das zweite Obergeschoss der Burg, das man bei den geführten Touren nicht besichtigen kann, war über eine Wendeltreppe zu erreichen. Es diente als Unterkunft für die Dienerschaft und die Soldaten und beherbergte Schlafkammern für die Gäste und Dachböden. Vom zweiten Obergeschoss aus konnte man über den Turm auf der Westseite auf das Dach gelangen, auf dem sich ein Wehrgang befand.
Das Dach mit Steinschindeln ist als Satteldach ausgeführt; der innere Teil leitet das Wasser zum zentralen Innenhof darunter, wo es sich in der Zisterne sammelt.

## Sonstiges
Heute ist das Schloss Fénis eine der touristischen Hauptattraktionen des Aostatals und hat jedes Jahr mehr als 80.000 Besucher.
1985 wurden auf der Burg Außenszenen des Films Fraccia contro Dracula von Neri Parenti gedreht. 2006 diente die Burg als Set für einige Szenen der italienischen Fernsehserie La Freccia Nera.
1976 widmete die Poste italiane der Burg eine Briefmarke im Wert von 150 Lire im Rahmen der vierten Ausgabe der Serie „Turistica“.
2013 widmete ihr die italienische Münzanstalt eine Münze aus der Serie „Italia delle arti“ im Nominalwert von 10 Euro und einer Ausführung in Polierte Platte. Das Avers zeigt die Burg und das Revers das Fresko des Heiligen Georg.